# Asamblea Legislativa de Ontario

Bandera y escudo de Ontario.

La Asamblea legislativa de Ontario (oficialmente en inglés : Legislative Assembly of Ontario, en francés : Assemblée législative de l'Ontario) es el órgano legislativo de la provincia canadiense de Ontario, una provincia con más de 15 millones de habitantes. Al igual que otros parlamentos provinciales canadienses, es unicameral. La asamblea tiene su sede en la capital provincial de Toronto, en Queen's Park, en el Edificio Legislativo de Ontario (en inglés: Ontario Legislative Building).  Los 124 representantes de la Asamblea se eligen cada cinco años. El líder del partido ganador se convierte en Primer ministro de Ontario o Premier y forma el gobierno provincial. El trabajo legislativo se lleva a cabo en 9 comisiones. 

## Últimas elecciones
Las elecciones más recientes se celebraron en 2022, tras las cuales el Partido Conservador Progresista de Ontario revalidó su mayoría y continuó como partido de gobierno.